# Fannia brooksi
Fannia brooksi är en tvåvingeart som beskrevs av Chillcott 1961. Fannia brooksi ingår i släktet Fannia och familjen takdansflugor. Inga underarter finns listade i Catalogue of Life.